# Матысьлуд
Матысьлуд — деревня в Кезском районе Удмуртской республики.

## География
Находится в северо-восточной части Удмуртии на расстоянии приблизительно 8 км на север-северо-запад по прямой от районного центра поселка Кез.

## История
Известна с 1924 года как деревня с 25 дворами. До 2021 года входила в состав Ключевского сельского поселения.

## Население
Постоянное население составляло 171 человек (1924 год, все удмурты), 55 человек в 2002 году (удмурты 98 %), 19 в 2012.